# マサテコ族
マサテコ族（マサテコぞく、Mazatec）は、メキシコに住む民族。

## 居住地
メキシコ、オアハカ州のプエブラ州、ベラクルス両州に接する一帯に住む。海面とほぼ同位の平野部から高山地帯に及ぶ広い範囲に暮らす。

## 生活
主食はトウモロコシ、トウガラシ、カボチャ。
インディオ社会としては例外的に共同作業に重きを置き、必要ならば役員から一般部族民とも義務として協力する。